# Говорухин, Иван Ильич
Ива́н Ильи́ч Говору́хин (29 августа 1919, с. Катенино, Челябинская область — 27 марта 1944, Николаев) — Герой Советского Союза, радист 384-го отдельного батальона морской пехоты Одесской военно-морской базы Черноморского флота, матрос.

## Биография
Иван Ильич родился в 1919 году в селе Катенино (ныне — Варненского района Челябинской области) в семье русского крестьянина. Получил начальное образование, до призыва в ряды вооружённых сил работал трактористом в колхозе.
В 1940 году был призван в ряды Красной Армии, служил телефонистом в стрелковых частях Черноморского флота после прохождения соответствующего обучения в учебном отряде.
В апреле 1943 года был направлен в 384-й отдельный батальон морской пехоты Черноморского флота, и осенью того же года участвовал в десантных операциях по освобождению Таганрога, Мариуполя и Осипенко, за отличие в которых был награждён медалями «За боевые заслуги» и «За отвагу».
Участвовал также в боях на Кинбурнской косе, освобождении посёлков Херсонской области Александровка, Богоявленское (ныне Октябрьский) и Широкая Балка.
Во второй половине марта 1944 года вошёл в состав десантной группы под командованием старшего лейтенанта Константина Фёдоровича Ольшанского. Задачей десанта было облегчение фронтального удара советских войск в ходе освобождения города Николаева, являвшегося частью Одесской операции. После высадки в морском порту Николаева отряд в течение двух суток отбил 18 атак противника, уничтожив около 700 гитлеровцев. В этих боях погибли почти все десантники, в том числе и матрос И. И. Говорухин.
Указом Президиума Верховного Совета СССР от 20 апреля 1945 года за образцовое выполнение боевых заданий командования на фронте борьбы с немецкими захватчиками и проявленные при этом отвагу и геройство матросу Говорухину Ивану Ильичу было присвоено звание Героя Советского Союза (посмертно).

## Награды
- Золотая Звезда Героя Советского Союза (посмертно);
- орден Ленина;
- медаль «За боевые заслуги»;
- медаль «За отвагу».

## Память
- Похоронен в братской могиле в городе Николаеве (Украина) в сквере 68-ми десантников.
- Там же в честь Героев открыт Народный музей боевой славы моряков-десантников, воздвигнут памятник.
- Именем Героя названа улица в селе Варна Челябинской области.